# Faulkton
Faulkton är administrativ huvudort i Faulk County i South Dakota. Enligt 2010 års folkräkning hade Faulkton 736 invånare.

## Kända personer från Faulkton
- Joseph H. Bottum, politiker